# Welsh Cup 1894-95
Welsh Cup 1894–95 var den 18. udgave af Welsh Cup, og turneringen havde deltagelse af 31 hold. Finalen blev afviklet den 15. april 1895 i Welshpool, hvor Newtown AFC vandt 3-2 over Wrexham AFC og dermed sikrede sig sin anden triumf i Welsh Cup. Klubbens første titel blev vundet under navnet Newtown White Stars i 1878-79.

## Resultater
Den forrige sæsons semifinalister, Chirk AAA FC, Oswestry United FC, Westminster Rovers FC og Wrexham AFC, trådte først ind i turneringen i kvartfinalerne, mens de øvrige 27 klubber i første til tredje runde spillede om de sidste fire pladser i kvartfinalerne.

### Første runde
| Dato | Kamp                                      | Res.   |
| ---- | ----------------------------------------- | ------ |
|      | Llandudno Swifts FC – Flint FC            | 1–0    |
|      | Rhostyllen Villa FC – Brymbo Institute FC | 1–4    |
|      | Mold Alyn Stars – Shrewsbury Town FC      | 00–21  |
|      | Druids FC – Mold Red Stars FC             | 5–3    |
|      | Rhosllanerchrugog FC – Wellington Town FC | [0]4–4 |
|      | Market Drayton FC – Whitchurch FC         | w.o.   |
|      | Wrockwadine Wood FC – Ironbridge FC       | 2–1    |
|      | Wellington St George FC – Aberystwyth FC  | [0]3–8 |
|      | Newtown AFC – Llandidnoes FC              | 4–0    |
|      | Aberdare FC – Swansea FC                  | 0–2    |
|      | Knighton FC – New Tredegar FC             | 10–10  |
|      | Barry District FC – Cardiff FC            | 1–0    |

### Anden runde
| Dato   | Kamp                                          | Res.   |
| ------ | --------------------------------------------- | ------ |
|        | Llandudno Swifts FC – Carnarvon Ironopolis FC | [0]3–2 |
|        | Portmadoc FC – Bangor FC                      | 2–4    |
|        | Brymbo Institute FC – Rhosllanerchrugog FC    | 4–1    |
|        | Druids FC – Shrewsbury Town FC                | 4–0    |
|        | Newtown AFC – Market Drayton FC               | w.o.   |
|        | Aberystwyth FC – Wrockwardine Wood FC         | [0]4–3 |
|        | Swansea FC – Knighton FC                      | [0]2–1 |
| Omkamp |                                               |        |
|        | Swansea FC – Knighton FC                      | 1–6    |

### Tredje runde
| Dato   | Kamp                            | Res. |
| ------ | ------------------------------- | ---- |
|        | Bangor FC – Llandudno Swifts FC | 1–1  |
|        | Brymbo Institute FC – Druids FC | 1–0  |
|        | Newtown AFC – Aberystwyth FC    | 5–0  |
|        | Barry District FC – Knighton FC | 1–2  |
| Omkamp |                                 |      |
|        | Bangor FC – Llandudno Swifts FC | 1–0  |

### Kvartfinaler
Kvartfinalerne havde deltagelse af de fire hold, der gik videre fra tredje runde, samt forrige sæsons fire semifinalister, Chirk AAA FC, Oswestry United FC, Westminster Rovers FC og Wrexham AFC, der først trådte ind i turneringen i kvartfinalerne.
| Dato   | Kamp                                | Res.   |
| ------ | ----------------------------------- | ------ |
|        | Oswestry United FC – Wrexham AFC    | [0]1–0 |
|        | Brymbo Institute FC – Bangor FC     | 1–0    |
|        | Newtown AFC – Westminster Rovers FC | 1–0    |
|        | Chirk AAA FC – Knighton FC          | 7–0    |
| Omkamp |                                     |        |
|        | Oswestry United FC – Wrexham AFC    | [0]1–2 |

### Semifinaler
| Dato | Kamp                              | Res. | Spillested            |
| ---- | --------------------------------- | ---- | --------------------- |
|      | Chirk AAA FC – Newtown AFC        | 0–4  | Shrewsbury            |
|      | Brymbo Institute FC – Wrexham AFC | 0–4  | Stansty Park, Wrexham |

### Finale
| Dato  | Kamp                      | Res. | Tilskuere | Spillested |
| ----- | ------------------------- | ---- | --------- | ---------- |
| 15.4. | Wrexham AFC – Newtown AFC | 2–3  | 5.000     | Welshpool  |